# All About That Bass
"All About That Bass" là đĩa đơn đầu tay của nữ ca sĩ kiêm sáng tác nhạc người Mỹ Meghan Trainor. Bài hát được phát hành bởi hãng Epic Records vào tháng 6 năm 2014, do Kevin Kadish sản xuất và sáng tác cùng chính Meghan Trainor. Tất cả phần nhạc khí trong bài đều được chơi bởi Kevin Kadish (trống, bass và guitar) và David Baron (dương cầm, saxophone, và Hammond B3 organ). Về mặt ca từ, All About That Bass mang chủ đề tích cực về mặt hình thể của mỗi người, thông qua nền nhạc pop và doo wop.
Bài hát nhận được nhiều đánh giá tích cực từ phía các nhà phê bình, khi họ đề cao phần nhịp điệu bắt tai, cùng phần lời nhạc và thông điệp của nó. Bài hát này còn đạt thành công về mặt thương mại, khi đạt ngôi đầu bảng Billboard Hot 100, trở thành đĩa đơn đầu tiên của cô đạt được thành công này. Nó còn đạt vị trí quán quân tại Úc, Canada, Đan Mạch và New Zealand, cũng như nằm trong top 10 của nhiều quốc gia nhỏ lẻ khác.

## Bối cảnh sáng tác
Bài hát đề cao sự chấp nhận về hình thể ở cả đàn ông và phụ nữ, ở bất kì kích cỡ hay thể trạng nào, và chỉ trích hình mẫu thanh mảnh "lý tưởng" thông thường. Trainor chia sẻ rằng "Tôi viết bài hát này vì chính tôi phải vật lộn với ý tưởng chấp nhận bản thân mình. Tôi viết nó với những cảm xúc thật nên tôi rất mừng rằng mọi người có thể cảm thấy đồng điệu với nó."
Thông điệp trân trọng bản thân của bài hát được nhiều người so sánh với "Beautiful" bởi Christina Aguilera, người được Trainor chia sẻ chính là nguồn cảm hứng âm nhạc của cô. Mặt nhạc lý của bài hát cũng đồng thời được so sánh với bài hát khác của Aguilera mang tên "Ain't No Other Man".

## Đánh giá chuyên môn
Ngay từ khi phát hành, "All About That Bass" nhận được những đánh giá tích cực từ phía các nhà phê bình. Nó được mô tả là "mở đầu cho các bài hát mùa hè" và là một "bài hát sôi động đầy hòa nhã". Một nhà bình luận từ Idolator đã viết, "Bên cạnh video âm nhạc đáng yêu, ta có thể xem All About That Bass là sự hòa trộn của nhạc đồng quê, pop và rock 'n' roll ngày trước, với phong cách âm thanh độc đáo, có thể ngang nhiên đạt thành công tại các đài phát thanh của dòng nhạc EDM." Dù vậy, nhiều người chỉ trích bài hát với phần sử dụng cụm từ "skinny bitches" của Trainor. Để biện hộ, trong một đoạn phỏng vấn cùng Billboard, nơi cô đã khẳng định, "Tôi không hề xem thường những cô gái khẳng khiu".

## Diễn biến trên bảng xếp hạng
Bài hát mở đầu tại vị trí thứ 84 trên U.S. Billboard Hot 100 vào ngày 26 tháng 7 năm 2014. Trong tuần lễ ngày 16 tháng 8 năm 2014, bài hát tăng 20 hạng và đạt đến vị trí thứ 8, trở thành bài hát đạt đến top 10 đầu tiên của cô. Trong các tuần lễ tiếp theo, bài hát đã lần lượt đạt đến vị trí thứ 4 và thứ 2 (chỉ xếp sau "Rude" của MAGIC!). Trong tuần kế tiếp, cho dù tăng đến 28% tổng điểm xếp hạng, bài hát vẫn rơi xuống vị trí thứ 3, đứng sau hai bài hát mới xếp hạng lần lượt thuộc về Taylor Swift và Nicki Minaj. Bài hát sau cùng cũng đạt được vị trí dẫn đầu vào ngày 20 tháng 9 năm 2014, trở thành đĩa đơn đạt ngôi đầu bảng đầu tiên của Trainor tại Hoa Kỳ và hạ bệ Taylor Swift xuống vị trí Á quân. Tính đến ngày 29 tháng 10 năm 2014, bài hát đã đạt ngưỡng 3,195,000 bản tại Hoa Kỳ và được chứng nhận Bạch kim bởi RIAA.
Đến nay, bài hát này đã có 6 tuần liên tiếp giữ vững ngôi đầu tại Billboard Hot 100. Bài hát dẫn đầu Billboard Hot 100 trong suốt 8 tuần liên tiếp.
Bài hát cũng đạt vị trí dẫn đầu tại Úc, Áo, Canada, Đan Mạch, Ireland, Đức và New Zealand, đồng thời đạt đến top 40 tại các quốc gia khác như Na Uy, Hà Lan, Tây Ban Nha, Thụy Điển và Thụy Sĩ. Tại Anh Quốc, The Official Charts Company xác nhận việc "All About That Bass" trở thành bài hát đầu tiên trong lịch sử bảng xếp hạng Anh Quốc đạt đến top 40 UK Singles Chart mà chỉ dựa vào lượng điểm trực tuyến trong 1 tuần trước khi phát hành chính thức. Bài hát xuất hiện trên UK Singles Chart vào tuần lễ ngày 5 tháng 10 năm 2014, và dẫn đầu bảng xếp hạng trong suốt 4 tuần liên tiếp.

## Quảng bá

### Video âm nhạc
Video âm nhạc cho đĩa đơn này được đạo diễn bởi Fatima Robinson cùng phần biên đạo của Charm La'Donna. Nó được ghi hình vào ngày 8 tháng 5 năm 2014.

### Trình diễn trực tiếp
Vào ngày 16 tháng 7 năm 2014, Trainor trình diễn "All About That Bass" lần đầu tiên tại chương trình Emily West tại Nashville. Cô lần đầu xuất hiện trên truyền hình Úc vào ngày 15 tháng 9 năm 2014 khi trình diễn bài hát này trên The X Factor Úc.

## Xếp hạng và chứng nhận doanh số
| Bảng xếp hạng (2014)                            | Thứ hạng cao nhất |
| ----------------------------------------------- | ----------------- |
| Úc (ARIA)                                       | 1                 |
| Áo (Ö3 Austria Top 40)                          | 1                 |
| Bỉ (Ultratop 50 Flanders)                       | 5                 |
| Bỉ (Ultratop 50 Wallonia)                       | 2                 |
| Brazil (Billboard Brasil Hot 100)               | 80                |
| Bulgaria (BG Top 40)                            | 7                 |
| Canada (Canadian Hot 100)                       | 1                 |
| Croatia (Croatian Airplay Radio Chart)          | 1                 |
| Cộng hòa Séc (Rádio Top 100)                    | 7                 |
| Đan Mạch (Tracklisten)                          | 1                 |
| Phần Lan (Suomen virallinen lista)              | 8                 |
| Pháp (SNEP)                                     | 12                |
| Trường songid là BẮT BUỘC CHO BẢNG XẾP HẠNG ĐỨC | 1                 |
| Hungary (Rádiós Top 40)                         | 13                |
| Hungary (Single Top 40)                         | 4                 |
| Iceland (Tonlist)                               | 1                 |
| Ireland (IRMA)                                  | 1                 |
| Ý (FIMI)                                        | 5                 |
| Nhật Bản (Japan Hot 100)                        | 33                |
| Luxembourg (Billboard)                          | 1                 |
| Mexico Airplay (Billboard)                      | 1                 |
| Mexico Ingles Airplay (Billboard)               | 1                 |
| Hà Lan (Dutch Top 40)                           | 3                 |
| Hà Lan (Single Top 100)                         | 2                 |
| New Zealand (Recorded Music NZ)                 | 1                 |
| Na Uy (VG-lista)                                | 2                 |
| Ba Lan (Polish Airplay Top 100)                 | 1                 |
| Portugal (Billboard)                            | 4                 |
| Romania (Romanian Top 100)                      | 16                |
| Scotland (OCC)                                  | 1                 |
| Slovakia (Rádio Top 100)                        | 16                |
| South Africa (EMA)                              | 2                 |
| Tây Ban Nha (PROMUSICAE)                        | 1                 |
| Thụy Điển (Sverigetopplistan)                   | 3                 |
| Thụy Sĩ (Schweizer Hitparade)                   | 1                 |
| Anh Quốc (OCC)                                  | 1                 |
| Hoa Kỳ Billboard Hot 100                        | 1                 |
| Hoa Kỳ Adult Contemporary (Billboard)           | 11                |
| Hoa Kỳ Adult Pop Airplay (Billboard)            | 2                 |
| US Dance/Mix Show Airplay (Billboard)           | 4                 |
| Hoa Kỳ Dance Club Songs (Billboard)             | 13                |
| Hoa Kỳ Latin Pop Songs (Billboard)              | 19                |
| Hoa Kỳ Pop Airplay (Billboard)                  | 1                 |
| Venezuela (Record Report)                       | 81                |

| Quốc gia                                                                           | Chứng nhận  | Số đơn vị/doanh số chứng nhận |
| ---------------------------------------------------------------------------------- | ----------- | ----------------------------- |
| Úc (ARIA)                                                                          | 5× Bạch kim | 350.000^                      |
| Canada (Music Canada)                                                              | 2× Bạch kim | 160.000*                      |
| Ý (FIMI)                                                                           | Bạch kim    | 30.000‡                       |
| New Zealand (RMNZ)                                                                 | 2× Bạch kim | 30.000*                       |
| Thụy Điển (GLF)                                                                    | Bạch kim    | 20.000‡                       |
| Anh Quốc (BPI)                                                                     | Bạch kim    | 600.000‡                      |
| Hoa Kỳ (RIAA)                                                                      | 9× Bạch kim | 7,853,004‡                    |
| Truyền dữ liệu                                                                     |             |                               |
| Đan Mạch (IFPI Đan Mạch)                                                           | Bạch kim    | 2,600,000^                    |
| Tây Ban Nha (PROMUSICAE)                                                           | Vàng        | 4,000,000*                    |
| * Chứng nhận dựa theo doanh số tiêu thụ. ^ Chứng nhận dựa theo doanh số nhập hàng. |             |                               |